# میان برنامه
میان برنامه نوعی برنامه تلویزیونی است که میان یک برنامه یا برنامه‌ها، به صورت کوتاه پخش می‌شود. زمان کوتاه، جذاب و متناسب بودن با موضوع آن برنامه، از جمله ویژگی‌های این برنامه‌های تلویزیونی هستند. نماهنگ‌ها، سرودها یا تکه برنامه‌های آموزشی می‌توانند برای میان برنامه مناسب باشند.